# Шевригин, Леонтий
Лео́нтий Шеври́гин (по прозванию Исто́ма, которое иностранные источники переделывали в Фому) — боярский сын, посол Ивана IV Грозного к римскому папе Григорию XIII и «в Прагу к цесарю Рудольфу».
После неудачного начала Ливонской войны Иван Грозный решил обратиться к посредничеству папы и германского императора для заключения мира с польским королём Стефаном Баторием. С этой целью он послал «молодого сына боярского», «лёгкого гончика» Шевригина, который должен был уверить папу и германского императора в «единачестве» с ними московского царя (унии) «против всех бесерменских государей» (протестантов) и уговорить папу, чтобы он «к Стефану королю от своего пастырства и учительства приказал, чтобы Стефан король с бесерменскими государями не складывался и на кроворазлитье крестьянское не стоял…».
В сентябре 1580 года Шевригин с двумя толмачами отправился за границу. 15 февраля 1581 года он имел аудиенцию у венецианского дожа, а десять дней спустя — и у папы, который решил отправить к германскому императору и в Москву своего легата Антонио Поссевино, уполномоченного вести переговоры прежде всего на почве религиозных вопросов и в конце марта 1581 года выехавшего вместе с Шевригиным из Рима.
От Шевригина остался статейный список, в котором он сообщает немало интересных сведений о Турции, Венеции, Испании, Франции, подробно говорит о римских храмах, венецианском арсенале и прочем и выказывает себя искусным дипломатом.